# Прасолов, Денис Викторович
Денис Викторович Прасолов (род. 11 июля 1973 года) — петербургский скульптор и реставратор. Автор городских памятников: «Менеджер», «Единорог», «Ахти — Бог воды», памятнику 300-летию Адмиралтейских верфей, мемориальных досок: Татьяне Дубяго, Подвигу Театра Музыкальной Комедии в годы Блокады Ленинграда, Погибшим связистам ленинградского телефонного узла и др.
Работы скульптора находятся в постоянной экспозиции Государственного Русского Музея и Государственного Музея Городской скульптуры. Совместно с Павлом Игнатьевым, является основателем творческого объединения (Мастерская #7) masterskaya#7.

## Биография
Родился 11 июля 1973 года в Ленинграде. Отец-Прасолов Виктор Иванович, потомственный архитектор.
Мать-Волобоева Ольга Ивановна.
После окончания Ленинградской средней художественной школы имени Б. В. Иогансона в 1991 г. поступает в Санкт-Петербургскую государственную художественно-промышленную академию имени А. Л. Штиглица
За время обучения прошёл стажировку в Kunsthochschule Berlin-Weißensee (1992).
Во время дипломной практики стажировался в Университете Восточной Финляндии) в г.Йоэнсуу, Финляндия
В 1997 г. окончил скульптурный факультет.
Дипломный проект «Ахти — бог воды» из чёрного диабаза установлен в г. Йоэнсуу 1997 г.
Скульптуры Д. Прасолова были представлены на выставках в Государственном Русском Музее, в выставочных залах Санкт Петербурга, в галереях Эрарта, Борей, Lazarev, JART Архивная копия от 27 марта 2018 на Wayback Machine и др., в галереях Франкфурта, Локарно.
Член Союза художников России с 1999 г. В 2000 г. совместно со скульптором Павлом Игнатьевым основывает творческое объединение masterskaya#7.

## Совместная деятельность с Павлом Игнатьевым #masterskaya#7Игнатьев, Павел Петрович
Денис Прасолов и Павел Игнатьев являются организатором творческого объединения Мастерская #7, миссией которого стало создание монументальных произведений для улучшения культурно-эстетического качества городской среды и сохранение исторического скульптурного наследия Санкт-Петербурга.
Скульпторы не только создают самостоятельные произведения монументального искусства, но и уделяют большое внимание воссозданию и реставрации объектов культурного наследия.
В соавторстве скульпторы используют различные материалы: гранит, мрамор, искусственный мрамор, бетон, бронза, полимерные смолы. Активно применяют цвет в скульптуре, тонирование различными химическими составами, хромирование. В рамках проекта masterskaya#7 были созданы следующие монументальные произведения:
- 2014 г. памятник Бакунину. Локарно, Швейцария.
- 2014 г. памятник первому архитектору Санкт Петербурга Доменико Трезини. Пл. Трезини, Санкт-Петербург.
- 2014 г. мемориальная доска в память героической работы театра Музыкальной Комедии в годы блокады Ленинграда. Итальянская ул. д.13. Санкт-Петербург. Архивная копия от 14 июля 2014 на Wayback Machine
- 2010 г. скульптура «Ахти — бог воды» для филологического факультета СПбГУ. Архивная копия от 14 июля 2014 на Wayback Machine
- 2010 г. памятник погибшим героям в Ново-Девяткино  Архивная копия от 14 июля 2014 на Wayback Machine
- 2010 г. мемориальная доска Г. С. Улановой. Малая Морская ул., Санкт-Петербург.
- 2008 г. скульптура «Менеджер». Аптекарская набережная 20, Санкт-Петербург.менеджеру (недоступная ссылка)
- 2007 г. скульптура «Белая ночь» для вестибюля ЖК «Белые ночи». Каменноостровский пр., Санкт-Петербург.
- 2004 г. 10 портретов кораблестроителей для зала славы «Адмиралтейских верфей».
- 2005 г. мемориальная доска погибшим связистам Ленинградского телефонного узла.
- 2004 г. памятник 300-летию «Адмиралтейских верфей».
- 2003 г. скульптура «Единорог». Филологический факультет СПбГУ. Архивная копия от 1 июля 2014 на Wayback Machine

А также Д. Прасолов и П. Игнатьев приняли участия в реставрационных проектах:
- 2014 г. воссоздание памятника Луизе Прусской в Советске (Калининградская область) (бывш. Тильзит). Скульптор Г. Эберляйн.
- 2013 г. реставрация четырёх скульптур башни Главного Адмиралтейства (1810-х гг. ск. Ф. Ф. Щедрин), воссоздание скульптуры «Орёл» на доме Путиловой, Большой пр. ПС, д.44, Санкт-Петербург.
- 2012 г. воссоздание 16 бюстов XVIII в. и реставрация 4 скульптур для дворца графов Бобринских (Галерная ул., 58), Санкт-Петербург, реставрация и воссоздание скульптур Дома Кирилловых (Большая Пушкарская ул., д. 3), Санкт-Петербург, воссоздание утраченной скульптуры фасада Зимнего дворца. Санкт-Петербург.
- 2011 г. воссоздание мраморной скульптуры XVIII века «Primavera» для парка Екатерининского дворца в г. Пушкин.
- 2010 г. реставрация фигур четырёх мальчиков, изображающих времена года. Дом Эйлерса, ул. Рентгена 4, Санкт-Петербург, реставрация статуй Дома Розенштейна (Большой пр. П. С., 77), Санкт-Петербург.
- 2009 г. воссоздание фигур трёх сов для фасадов Дома городских учреждений (архитектор А. Л. Лишневский) на Садовой улице, Санкт-Петербург.
- 2007 г. реставрация 60-метрового фриза П. К. Клодта «Служение лошади человеку» на фасаде Служебного корпуса Мраморного дворца, Санкт-Петербург. Премия Лучшая реставрация года.
- 2003 г. копии скульптур «Навигация», «Архитектура» и «Слава». Летний сад, Санкт-Петербург

Денис Прасолов и Павел Игнатьев создали ряд скульптур для общественных интерьеров, используя современные технологии и материалы, такие как полимерные смолы, моллирование, хромирование, серебрение.
- Павильон на Дворцовой площади, Санкт-Петербург.
- Ресторан «Христофор», Большая Морская ул., Санкт-Петербург.
- Ресторан «Империал», ул. Попова, Санкт-Петербург.
- Магазин «Флора», Малая Посадская ул., Санкт-Петербург.
- Ресторан «Баррель», Казанская ул., Санкт-Петербург.
- Галерея бутиков «ESFERA», Невский пр. 152, Санкт-Петербург.
- Ресторан «Летний дворец», Стрельна
- Магазин «LUXOR», Малая Конюшенная ул., Санкт-Петербург.

## Малые скульптурные формы
Кроме монументальных произведений для городской среды и воссоздания, на протяжении своей творческой деятельности, Д. Прасолов работает в направлении пластики малых форм. Некоторые из них, признаны специалистами искусствоведами и приняты в коллекции музеев. Работы скульптора принимали участие в выставках Государственного Русского Музея Абстракция в России XX века 2001 г., Приглашение к обеду 2014 г., скульптура «Нефть» 2013 приняла участие в проекте галереи Эрарта Эрарта- России (2014)

## Скульптуры в музеях

### Государственный Русский Музей
- «Микроб» Бронза, оптическое стекло — скульптура принята в коллекцию музея в 2003 г.
- «Сруб» гранит (В соавторстве с Павлом Игнатьевым) — скульптура принята в коллекцию в 2001 г.